# Fort de Fléron
El Fort de Fléron és un dels dotze forts belgues construïts a la fi del segle xix engir de la ciutat de Lieja. Es troba a l'inici de l'altiplà del País d'Herve, al municipi de Fléron al marge esquerre del Mosa. És un dels sis forts llargs del cinturó de fortificacions construïts per a protegir l'estat jove contra la concupiscència francesa, prussiana o neerlandesa.

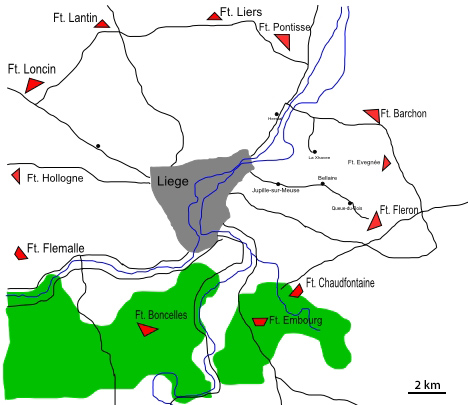
Els forts de Lieja

El fort va construir-se en dues fases: de 1881 a 1891 i de 1931 a 1940. El pla original es va fer al segle xix sota la direcció del general Henri Alexis Brialmont.

## Primera guerra mundial
A l'inici de la guerra de 1914, el fort era armat amb:
Artilleria d'abast llarg
- Dues cúpules giratòries amb un canó de marca Grusonwerk amb un canó obús Krupp de 210 mm d'un abast de 3.250 m
- Una cúpula pivotant amb dos canons pivotant de 150 mm d'un abast de 8.500 m
- Dues cúpules giratòries amb dos canons de 120 mm d'un abast de 6.000 m
- Dues cúpules amb howitzer de 210 mm d'un abast de 6.900 m

Artilleria d'abast curt
- Quatre cúpules giratòries Grusonwerk amb un canó de 57 mm de tir ràpid
- Nou canons a tir ràpid de 57 mm
- Un far sota cúpula blindada per a transmetre missatges en Codi Morse als forts veïns

Els atacs prussians van començar l'1 d'agost i el 14 del mateix mes, l'exèrcit belga va rendir-se als assaltants. Cinc defensors van morir durant els atacs i 12 més van morir en captivitat.

## Segona guerra mundial
Després de la primera guerra mundial va construir-se una torre d'aeració al barri de Moulin sous Fléron, uns recers d'observació i una caserna exterior per als temps de pau, es va enfortir la superestructura amb formigó armat i modernitzar l'armament, l'equipament elèctric i telefònic. La superestructura està fortificada amb formigó armat. Les instal·lacions es completen amb:
- les dues cúpules dels canons de 120 mm obtenen dos canons dobles de 105mm de fabricació alemanya
- la cúpula de 150 mm està equipada d'un llançagranades i de metralladores
- el far està fortificat

Entre el 10 i el 16 de maig de 1940 el fort va patir atacs aeris. Ja al primer dia, la instal·lació elèctrica quedar fora ús. El 17 de maig, la Luftwaffe va destruir el centre de comunicació i les cúpules amb canons de 150mm. El canons de 105mm van quedar-se sense munició i els de 75mm eren fora d'ús. En constatar que el fort era indefens, el comandant va obtenir el permís de deixar el fort i junyir l'exèrcit terrestre. Quatre persones van morir i sis van ser vulnerats durant l'operació.
Després de la guerra les supraestructures del fort força devastat pels bombardejos van ser derrocades i terraplenades. Una part va ser urbanitzada i a la resta del terra va plantejar-se un parc públic. No queda gairebé res de visible.